# Густинський літопис
Густи́нський літо́пис або Літопис Густинського монастиря — український літопис початку XVII століття, який за кількістю залученого матеріалу й широтою картини руської історії не мав рівних серед пам'яток української історіографії XVII ст. . Належить до так званих монастирських літописів, інформує про заснування Густинського монастиря. Охоплює період 1600—1640 рр. У викладі історії Густинського монастиря вплетено також розповіді про загальноукраїнські події.

## Основні відомості
Укладався у Густинському монастирі (у селі Густиня, нині Прилуцького району Чернігівської області). Оригінал Густинського літопису не зберігся. Авторство і час написання достовірно не встановлено. Один із дослідників Густинського літопису А. Єршов висловив думку, нібито його склав у 1623–1627 роках український культурний і церковний діяч Захарія Копистенський.
Зберігся список, переписаний 1670 року ієромонахом Густинського монастиря М. Лосицьким. У передмові до Густинського літопису переписувач підкреслює значення для людини історичних традицій її народу, закликає поширювати історичні знання.
Густинський літопис було відкрито для науки 1810 р. під час першої у Російській імперії археографічної експедиції, коли Олександр Єрмолаєв та Костянтин Бороздін, подорожуючи Україною з метою опису та збирання старожитностей, знайшли літопис у Лубенському Мгарському монастирі. У 1843 р. Археографічна комісія видала неповний текст літопису як додаток до II тому «Полного собрания русских летописей», завдяки чому він був запроваджений до наукового обігу.
Густинський літопис містить виклад історії України з часів Київської Русі до 1597 року включно і має назву «Кройніки». Автор використав староруські, польські, литовські, візантійські та інші відомі йому літописи і хроніки, зробивши на берегах посилання на джерела, з яких він запозичив фактичний матеріал. Проте Густинський літопис не є простою компіляцією з різних джерел. Це оригінальна історична праця про внутрішнє становище України, її зв'язки з Московією, про політику Великого князівства Литовського, Речі Посполитої й Османської імперії, про грабіжницькі напади турків і татар на Україну тощо.
Закінчується Густинський літопис трьома самостійними розділами: «Про походження козаків», «Про запровадження нового календаря», «Про початок унії». В останньому розділі літописець гнівно викриває верхівку православного духовенства України та Білорусі, яка зрадила свій народ та уклала з шляхетською Польщею і Ватиканом Брестську церковну унію 1596 року. Автор рішуче засуджує загарбницьку політику польської шляхти і виступає проти зрадників своєї вітчизни — князів церкви, українських та білоруських феодалів.
«Літопис Густинського монастиря» висвітлює історію Густинського монастиря як одного з осередків ідейної боротьби на України проти унії й католицької реакції, розповідає про діяльність українського гетьмана реєстрового козацтва П. К. Сагайдачного, під захистом якого відновлено православну ієрархію (1620 року) на чолі з відомим культурним діячем Іовом Борецьким, про опір селянства, козацтва й міщан наступові католицизму й унії.
Написано Густинський літопис мовою, близькою до тогочасної української народної мови. Достовірність його значно вища від сучасних йому польських хронік. За своїм науковим значенням Густинський літопис є видатною пам'яткою української історіографії XVII століття.

## Унікальні повідомлення
В літописі містяться згадки про події з української історії, відомості про які відсутні в інших джерелах.
- Розорення Києва (1416)